# Râul Irișoara
Râul Irișoara este un curs de apă, afluent al râului Someșul Rece. 